# Харківська медична академія післядипломної освіти МОЗ України
Харківська медична академія післядипломної освіти МОЗ України — державний вищий навчальний заклад IV рівня акредитації, підпорядкований Міністерству охорони здоров'я України та розташований у Харкові.

## Історія
Український інститут удосконалення лікарів засновано в 1923 році за наказом Народного комісаріату охорони здоров'я, а з 1924 року інститут розпочав навчальну роботу — підвищення кваліфікації сільських дільничних лікарів. Паралельно проводилася робота з підготовки науково-викладацьких кадрів. Першою формою підготовки була інтернатура з дворічним строком навчання (проіснувала до 1938 року). Другою формою підготовки науково-викладацьких кадрів стала аспірантура та клінічна ординатура (впроваджені у 1931 році).
У роки Другої світової війни інститут було евакуйовано в тил і в ньому проводили перепідготовку лікарів для шпиталів та військових частин.
В 1973 році (50-річний ювілей) в інституті функціонувало 40 кафедр і 2 курси. Починаючи з 1977 р. вперше в Радянському Союзі в інституті було створено 24 кафедри з найпріорітетніших дисциплін вперше (кафедри травматології та вертебрології, неонатології, наркології та інші).
В 1991 році інститут перейменовано в Харківський інститут удосконалення лікарів, а в 1999 році — в Харківську медичну академію післядипломної освіти (ХМАПО).
У зв'язку з закінченням 2009 року п'ятирічного контракту перебування на посаді ректора академії О. Хвисюка, колективом вишу було ухвалено рішення про вибори нового керівництва. Претендентами на цю посаду є головний лікар санаторію «Березовські мінеральні води» О. Сердюк та О. Хвисюк. Після розгляду документів номінантів комісія МОЗ України визнала їх такими, що вимагають проведення додаткового конкурсу. Разом із тим, Фрунзенським районним у м. Харкові судом у терміновому порядку було винесено рішення, яким навчальному закладу було заборонено проведення конкурсу на заміщення вакантної посади ректора. Також терміново було прийнято постанову про відкриття виконавчого провадження. 8 жовтня, під час засідання комісії з питань конкурсного відбору, в академію з'явився судовий виконавець і зажадав скасувати вибори. Незважаючи на тиск з його боку, колектив закладу провів голосування і обрав ректором вишу О. Хвисюка. Тепер його кандидатуру мають затвердити в МОЗ України.

## Ректори
- Професор А. Фінкільштейн (1928 −1930 р.)
- Професор І. Кіров (1930—1932 р.)
- Професор Н. Ратневський (1932—1934 р.)
- Професор М. Лісс (1932—1941 р.?)
- професор О. Ф. Макарченко (1937—1939)
- Професор Г. Фісенко (1943—1944 р.)
- Професор І. І. Овсієнко (1944—1971)
- Професор М. Пушкарь (1971)
- Професор А. Філатов (1971—1976)
- Професор М. І. Хвисюк (1977—2004)
- Професор О. М. Хвисюк ( 2004-2021)

## Корпуси та кампуси
Академія займає 4,6 гектара, у яких розміщено 3 навчально-лабораторні корпуси та господарчий корпус. У головному навчально-лабораторному корпусі загальною площею 8 тис. 910 метрів розміщено центральну науково-дослідну лабораторію, 4 комп'ютерні класи, інтернет-клас, розміщено єдину комп'ютерну мережу, бібліотеку, актовий зал на 550 місць, 16 лекційних аудиторій, 8 кафедр, музей, кафе, адміністративно-господарчий підрозділ.
Академія має 4 гуртожитки загальної площею 17438 м2- 3 гуртожитки квартирного типу, 1 коридорного на 1600 місць. У гуртожитках є навчальна кімната, філія бібліотеки, кафе на 100 посадових місць, кімната для приготування їжі, пункти побутових послуг.

## Структура, спеціальності
У академії функціонує 66 кафедр, що об'єднані в 5 факультетів:
- терапевтичний;
- хірургічний;
- педіатричний;
- медико-профілактичний;
- загальної практики — сімейної медицини.

Кафедри терапевтичного факультету:
- Гастроентерології
- Дерматовенерології
- Кардіології та функціональної діагностики
- Наркології
- Народної і нетрадиційної медицини
- Невропатології та дитячої неврології
- Психіатрії
- Психотерапії
- Реабілітації та психотерапії
- Рефлексотерапії
- Сексології, медичної психології, медичної та психологічної реабілітації
- Терапії
- Терапії та клінічної фармакології
- Фізіотерапії та курортології
- Швидкої та невідкладної медичної допомоги

Кафедри хірургічного факультету:
- Анестезіології та інтенсивної терапії
- Артрології, спортивної медицини та лікувальної фізкультури
- Ендоскопії
- Загальної та хірургічної стоматології
- Онкохірургії та онкогінекології
- Ортопедичної стоматології та ортодонтії
- Отоларингології та дитячої отоларингології
- Офтальмології
- Променевої діагностики
- Судово-медичної експертизи
- Терапевтичної та дитячої стоматології
- Торако-абдомінальної хірургії
- Травматології, ортопедії та комбустіології
- Урології, в 1989—2006 роках очолював Переверзєв Олексій Сергійович;

Кафедри педіатричного факультету:
- Акушерства та гінекології № 1
- Дитячої анестезіології та інтенсивної терапії, в 1962—2012 роках очолював Бєлоусов Юрій Володимирович
- Дитячої гастроентерології та нутриціології
- Дитячої фтизіатрії та пульмонології
- Ендокринології та дитячої ендокринології
- Неонатології
- Патологічної анатомії
- Педіатрії
- Перинатології та гінекології
- Рентгенології та дитячої рентгенології
- Підліткової медицини

Кафедри загальної практики — сімейної медицини:
- Акушерства та гінекології № 2
- Загальної практики — сімейної медицини
- Загальної хірургії та загальної практики — сімейної медицини
- Медицини невідкладних станів та медицини катастроф
- Медичної генетики та УЗД
- Менеджменту і економіки в сімейній медицині
- Невропатології та нейрохірургії
- Онкології та дитячої онкології
- Поліклінічної педіатрії
- Соціальної медицини, управління та бізнесу в охороні здоров'я
- Терапії та нефрології
- Травматології, вертебрології та анестезіології
- Фтизіатрії та пульмонології
- Хірургії та проктології

Кафедри медико-профілактичного факультету:
- Гігієни праці та професійної патології
- Гуманітарних дисциплін
- Дезинфектології та профілактики ВЛІ
- Дитячих інфекційних хвороб
- Інфекційних хвороб
- Клінічної біохімії та судово-медичної токсикології
- Клінічної імунології та мікробіології
- Клінічної інформатики та інформаційних технологій в управлінні охороною здоров'я
- Клінічної лабораторної діагностики
- Медичної паразитології та тропічних захворювань
- Загальної гігієни та епідеміології

Виш готує фахівців за такими напрямками: первинна спеціалізація (інтернатура) з 48 спеціальностей, вторинна спеціалізація з 70 спеціальностей, тематичне удосконалення, передатестаційна підготовка і стажування майже з усіх лікарських спеціальностей.
Наказом МОЗ України № 269 від 17 липня 2002 р. у складі академії створено Медичний коледж.

## Спеціалізовані Вчені ради по захисту дисертацій
В академії діють Спеціалізовані Вчені ради по захисту докторських дисертацій:
- 14.01.10 — педіатрія
- 19.00.04 — медична психологія
- 14.01.07 — онкологія
- 14.01.23 — променева діагностика та променева терапія

А також Спеціалізовані Вчені ради по захисту кандидатських дисертацій:
- 14.01.10 — педіатрія
- 19.00.04 — медична психологія

## Керівництво
- Хвисюк Олександр Миколайович — ректор академії з 2004 року.
- Марченко Віра Григорівна — перший проректор.
- Більченко Олександр Вікторович — проректор з наукової роботи.
- Кривобок Віктор Іванович — проректор з лікувальної роботи
- Бузницька Ольга Олександрівна — заступник ректора з економічних питань.
- Анненков Володимир Іванович — заступник ректора з АГД.
- Карпенко Володимир Геннадійович — проректор з науково-педагогічної та міжнародної роботи.

## Почесні доктори
Академік О. О. Корж наукова школа травматології та ортопедії, професор М. І. Хвисюк наукова школа вертебрології, академік О. О. Шалімов наукова школа хірургії, професор О. В. Гріщенко акушерства та гінекології, професор Б. М. Даценко, професор М. М. Велігодцький — хірургія, професор В. В. Крішталь школа медичної психології та сексопатології, професор М. І. Погібко, професор М. І. Стрельцова — психіатрія, професор Ю. В. Білоусов — педіатрія, дитяча гастроентерологія, професор Р. Г. Люкшина, професор К. І. Бодня наукова школа по питання паразитології, професор Н. С. Морозова наукова школа дезинфектології.

## Відомі випускники
- Скумін Віктор Андрійович, навчався в аспірантурі.

## Бібліотека
Бібліотечний фонд академії нараховує 279 375 екземплярів і комплектується соціально-економічною, медико-біологічною й суміжною літературою.

## Міжнародне співробітництво
На даний час академією укладено міжнародні договори з наступними організаціями: Сана'а Університет (Республіка Ємен), Балтійська міжнародна академія (Латвія), Державний університет Акакія Церетелі (м. Кутаїсі, Грузія), Російська медична академія післядипломної освіти, Державний медичний університет (м. Тбілісі, Грузія), Вища Медична Школа (м. Сосновець, Польща), Ташкентський Інститут Удосконалення Лікарів (Узбекистан), Азербайджанський державний інститут удосконалення лікарів (Азербайджан, Баку), Центр міжнародних програм при Міністерстві освіти Республіки Таджикистан, Державний бюджетний освітній заклад вищої професійної освіти «Курський державний медичний університет» (Росія, м. Курськ).
Щорічно в академії проводяться більш тисячі циклів вторинної спеціалізації, передатестаційних, тематичного удосконалення, інформації та стажування де навчаються до 20 тисяч слухачів та близько 1 тисячі лікарів-інтернів.
Для розробки і впровадження педагогічний процес новітніх освітянських технологій в ХМАПО створений "Центр інноваційних технологій навчання ", в якому проводяться лекційні заняття з використанням сучасних технологічних пристроїв, міжнародні відео-конференції за участю лікарів США, Канади, Польщі, і інші. Телекомунікаційні можливості центру дозволяють професорсько-викладацькому складу академії брати участь у телеконсультаціях, здобувати досвід необхідний для розробки технологій теленавчання.
Науково-дослідна робота є складовою діяльності академії і здійснюється за тематичним планом що затверджується вченою радою академії.
Провідні наукові напрямки академії: — сімейної медицини в системі охорони здоров'я, роль системи сполучної тканини у патогенезі специфічних та не специфічних захворювань, розробка технологій утримання аутоклітин кісткового мозку, використання їх для лікування захворювань різного генезу.
Протягом багатьох років науково-дослідними базами академії є провідні науков-дослідні інститути АМН України.
паразитології і дезинфектології та інші.
Академія має унікальну мережу клінічних баз розташованих у більш ніж 80 лікувально-профілактичних закладів і розрахованих на 10 500 лікарських ліжок.